# 常盤平陣屋前
常盤平陣屋前（ときわだいらじんやまえ）は、千葉県松戸市の地名。郵便番号は270-2265。

## 地理
戸建ての住宅が多い地域で、南北に常盤平さくら通りが通っている。
北側から時計回りに金ケ作の飛び地、常盤平西窪町、常盤平柳町、日暮と接している。

## 地名の由来
江戸時代に小金牧などを管理するために置かれていた金ヶ作陣屋に由来する。当地は中野牧のあった範囲に含まれていた。小金牧#中野牧も参照のこと。

## 世帯数と人口
2019年（令和元年）12月31日現在の世帯数と人口は以下の通りである。
| 町丁         | 世帯数  | 人口    |
| ------------ | ------- | ------- |
| 常盤平陣屋前 | 959世帯 | 1,681人 |

## 小・中学校の学区
市立小・中学校に通う場合、学区は以下の通りとなる。
| 町丁         | 番地 | 小学校                   | 中学校               |
| ------------ | ---- | ------------------------ | -------------------- |
| 常盤平陣屋前 | 全域 | 松戸市立常盤平第三小学校 | 松戸市立常盤平中学校 |

## 交通
鉄道路線は地区内には走っていない。最寄り駅は東日本旅客鉄道（JR東日本）武蔵野線の新八柱駅および京成電鉄松戸線の八柱駅。

### 道路
- 千葉県道51号市川柏線
- 常盤平さくら通り

他にも地域内には通称のある並木通りがある。

## 施設
- 亀有信用金庫八柱支店
- 東京ベイ信用金庫八柱支店
- カンナ公園
- クリスタルスポーツクラブ八柱
- ファミリーマート八柱桜通り店
- ピーナッツサブレー本舗とみい公園通り店
- 新東京グループ